# 碑文谷警察署
碑文谷警察署（ひもんやけいさつしょ）は、警視庁が管轄する警察署の一つである。第三方面本部所属。
目黒区の西南部を管轄している。
署員数およそ250名、識別章所属表示はOI。

## 所在地
- 東京都目黒区碑文谷四丁目24番17号
  - 最寄駅：東急東横線・都立大学駅

## 施設
- 代用監獄（留置場）

## 管轄区域
- 碑文谷一・二・三・四・五・六丁目（全域）
- 鷹番一・二・三丁目（全域）
- 五本木三丁目の一部（26番から33番）（一・二丁目と、前記以外の三丁目は目黒警察署の管轄）
- 中央町一丁目の大部分（2番から21番）、二丁目の一部（26番）（一丁目1番と、前記以外の二丁目は目黒警察署の管轄）
- 目黒本町一・二・三・四・五・六丁目（全域）
- 原町一・二丁目（全域）
- 洗足一・二丁目（全域）
- 南一・二・三丁目（全域）
- 平町一・二丁目（全域）
- 柿の木坂一・二・三丁目（全域）
- 東が丘一・二丁目（全域）
- 八雲一・二・三・四・五丁目（全域）
- 中根一・二丁目（全域）
- 自由が丘一・二・三丁目（全域）
- 緑が丘一・二・三丁目（全域）
- 大岡山一丁目、二丁目の一部（10番の一部と、11番・12番：東急目黒線敷地以南東京工業大学構内は田園調布警察署の管轄）

## 沿革
- 1938年（昭和13年）1月20日 目黒警察署から分離・創設。
- 1973年（昭和48年） 現庁舎完成。

## 組織
- 警務課
- 交通課
- 警備課
- 地域課
- 刑事組織犯罪対策課
- 生活安全課

## 交番
- 柿の木坂交番（目黒区東が丘一丁目6番11号）
- 学芸大学駅前交番（目黒区鷹番三丁目2番1号）
- 自由が丘交番（目黒区自由が丘一丁目30番2号）
- 都立大学駅前交番（目黒区中根一丁目3番2号）
- 中根交番（目黒区中根一丁目21番16号）
- 原町交番（目黒区原町二丁目18番6号）
- 本町二丁目交番（目黒区目黒本町二丁目6番17号）
- 本町六丁目交番（目黒区目黒本町六丁目24番11号）
- 緑が丘交番（目黒区緑が丘一丁目6番13号）

## 駐在所
- 東が丘駐在所（目黒区東が丘一丁目32番14号）

## 地域安全センター
- 碑文谷地域安全センター（目黒区碑文谷五丁目6番1号）
- 本町地域安全センター（目黒区目黒本町五丁目15番4号）